# 김복용
김복용(金福鏞, 1920년 3월 18일 ~ 2006년 1월 2일)은 대한민국의 낙농 산업을 개척한 매일유업의 창업주인 대한민국의 기업인으로, 호는 진암(晉巖)이다.

## 출신 학교
- 북청농업고등학교
- 고려대학교 경영대학원

## 주요 경력
- 신극동제분 대표이사
- 매일유업 대표이사 사장
- 한국뉴질랜드치즈 대표이사
- 국제연합한국협회 이사
- 한국뉴질랜드경제인협회 부회장
- 대한가족계획협회(현 인구보건복지협회) 이사
- 한국유가공협회 회장
- 매일유업 대표이사 회장

## 수상 경력
- 농림부(현 농림축산식품부) 장관 표창
- 동탑 산업 훈장
- 금탑 산업 훈장